# Dan Grimaldi
Dan Grimaldi (New York, 20 gennaio 1952) è un attore statunitense, noto soprattutto per il ruolo di Patsy Parisi nella serie televisiva I Soprano.

## Premi e riconoscimenti
- Screen Actors Guild Awards 2007, all'intero cast de I Soprano.

## Filmografia parziale
- Don't Go in the House, regia di Joseph Ellison (1980)

- Longshot, regia di E.W. Swackhamer (1981)
- Deadline Auto Theft, regia di H.B. Halicki (1983)
- Uomini d'onore (Men of Respect), regia di William Reilly (1991)
- Law & Order - Serie TV (1991-2001)
- Crooklyn, regia di Spike Lee (1994)
- Genitori Cercasi (North), regia di Rob Reiner (1994)
- West New York, regia di Phil Gallo (1996)
- NYPD Blue - Serie TV (1998)
- Camelot - Squadra Emergenza - Serie TV (Third Watch) (1999)
- I Soprano (The Sopranos) - Serie TV (2000-2007)